# Mica pizza e fichi
Mica pizza e fichi è un programma televisivo italiano in onda su LA7 la domenica alle 11.35 a partire dal 19 ottobre 2019, con la conduzione di Tinto, incentrato sul piatto italiano più conosciuto al mondo, la pizza.

## 1ª Edizione
La prima edizione del programma vede come location “l’Osteria di Birra del Borgo” di Roma. In ogni puntata un personaggio famoso realizzerà una pizza gourmet di sua invenzione, aiutato da un famoso e rinomato pizzaiolo d’Italia. Il Vip, però, dovrà anche cimentarsi nel ruolo di cameriere e servire 10 clienti speciali, appartenenti a note Onlus e ONG, che costituiscono una vera e propria giuria popolare.
Il Vip, dopo aver servito uno speciale antipasto preparato ad hoc da Luca Pezzetta, il panificatore di casa, dovrà convincere il maggior numero di clienti a ordinare la pizza di sua invenzione, avendo come unica altra proposta la Margherita, realizzata dal maestro pizzaiolo di puntata.
A fine puntata il Vip sarà valutato dalla giuria per il servizio svolto come cameriere. Mentre la qualità della sua pizza, sarà giudicata dal maestro pizzaiolo che decreterà se è meritevole o meno di entrare nel menù del suo ristorante.
Hanno preso parte al programma importanti personalità del mondo dello spettacolo e dello sport e alcuni dei migliori pizzaioli italiani.
Hanno partecipato in veste di ospiti Ema Stokholma, Anna Falchi, Antonello Fassari, Massimiliano Rosolino, Roberta Capua, Maurizio Battista, Michele La Ginestra, Federico Quaranta, Marco Marzocca e Adriana Volpe.
I pizzaioli selezionati sono stati Francesco Martucci, Gino Sorbillo, Renato Bosco, Simone Padoan, Petra Antolini, Sergio Russo, Antonio Polzella, Gianni Di Lella, Alessio Mattaccini, Paola Cappuccio.

## 2ª Edizione
La seconda edizione vede un cambio di location, con il set che si sposta negli studi della RG Factory. In ogni puntata due dei più importanti pizzaioli italiani si metteranno alla prova per realizzare il loro miglior menù da pizzeria e convincere un ospite speciale: uno scrittore o una scrittrice, invitati ad ispirare il confronto tra due modi spesso totalmente diversi di interpretare la pizza. 
Il menù dei due maestri pizzaioli sarà composto da un antipasto e da una pizza creata per l’occasione che dovrà contenere l’ingrediente scelto dall’ospite di puntata. 
La sfida è l’occasione per immergersi nel mondo dell’eccellenza della pizza italiana: conoscere i segreti dei maestri, ascoltarne le storie, scoprirne le tradizioni, rimanere ammirati dall’armonia degli impasti e dalla fantasia degli abbinamenti.
Tinto conversa con i pizzaioli alle prese con le preparazioni del menù, ma anche con l’invitato speciale, che da buono scrittore avrà le sue storie da raccontare, su di sé, sui suoi libri, ma anche sul suo legame con il mondo della pizza. In un viaggio in cui le parole, i sapori e gli odori si fonderanno per celebrare le eccellenze del nostro paese.
Ospiti del programma sono stati, in ordine sparso, Alessia Gazzola, Federica Bosco, Sio, Massimo Lugli, Emma Piazza, Chiara Moscardelli, Claudio Pelizzeni, Josephine Yole Signorelli, Alessandro Perissinotto e Luca Ricci.